# Galax (film)
Galax, menționat și Galax, omul păpușă, este un film științifico-fantastic și romantic românesc din 1984 scris și regizat de Ion Popescu-Gopo. Rolurile principale sunt interpretate de actorii George Constantin, Mariana Cabanov și Radu Buznea. Galax, numele robotului, este varianta masculină de la Galateea - statuia realizată de Pygmalion și care prinde viață.

## Rezumat
Mariana, o studentă la Facultatea de Automatică, este cerută în căsătorie de Sergiu, medicul spitalului unde a fost internată. Însă ea refuză deoarece este îndrăgostită de un robot pe nume Galax care are inteligență artificială. Conducerea Institutului Politehnic din București (locul unde s-a construit robotul) decide dezmembrarea lui Galax.

## Distribuție
- George Constantin — Roșca, profesor la Facultatea de Automatică, conducătorul colectivului care a lucrat la construirea și programarea lui Galax[7]
- Mariana Cabanov — Mariana, studentă în anul I la Facultatea de Automatică
- Radu Buznea — Gore, studentul preferat al prof. Roșca, un tânăr timid îndrăgostit de Mariana
- Adela Mărculescu — mama Marianei, o femeie grijulie și cu ambiții materialiste pentru fiica ei
- Ion Popescu Gopo — tatăl Marianei, regizor de filme de animație (menționat Ion Popescu)
- Mircea Daneliuc — Sergiu, medic psihiatru, iubitul prozaic al Marianei
- Alexandru Darie — Lucu, coleg de facultate al Marianei, membru al formației studențești de teatru „Luceafărul”
- Angela Ioan — Felicia, colegă de facultate a Marianei, iubita lui Lucu
- Claudiu Stănescu — Doru, coleg de facultate al Marianei, studentul grosolan care s-a ocupat de programarea mișcărilor lui Galax
- Marina Florea — Maria, colegă de facultate a Marianei, cântăreață în cadrul formației studențești de teatru „Luceafărul”
- Aurel Moga — Aurel, coleg de facultate al Marianei, cântăreț în cadrul formației studențești de teatru „Luceafărul”
- George Mărculescu — Cătălin, coleg de facultate al Marianei
- Otto și Ric Vagner — elevii desenatori ai tatălui Marianei
- Jorj Voicu — profesor universitar, membru al Consiliului Profesoral al Institutului Politehnic
- Iurie Darie — profesor universitar, membru al Consiliului Profesoral al Institutului Politehnic
- Miruna Gavrilescu — asistenta dr. Sergiu
- Florentina Pupăză — vânzătoarea de articole cosmetice din magazinul universal „Unirea”
- Vasile Hariton — pacientul obsedat de femei al dr. Sergiu
- Stela Popescu — profesoară universitară, membră a Consiliului Profesoral al Institutului Politehnic
- Dem Rădulescu — profesor universitar, membru al Consiliului Profesoral al Institutului Politehnic
- Florin Piersic — profesor universitar, membru al Consiliului Profesoral al Institutului Politehnic
- Radu Beligan — rectorul Institutului Politehnic din București
- Ion Caramitru — vocea robotului Galax (recitatorul poemului „Luceafărul”)

## Producție
A fost produs de Casa de Filme 5 și distribuit de Româniafilm. Coloana sonoră conține fragmente din opera Tristan și Isolda de Richard Wagner.

## Primire
Filmul Galax, omul păpușă a fost vizionat de 1.084.434 de ori în cinematografele din România, după cum atestă o situație a numărului de spectatori înregistrat de filmele românești de la data premierei și până la data de 31.12.2007 alcătuită de Centrul Național al Cinematografiei.

## Legături externe
- Galax la Internet Movie Database